# Norra Rudtjärnen
Norra Rudtjärnen är en sjö i Älvsbyns kommun i Norrbotten och ingår i Piteälvens huvudavrinningsområde. Sjöns area är 0,029 kvadratkilometer och den befinner sig 255 meter över havet.